# ويليام ستيوارت (سياسي كندي)
ويليام ستيوارت هو نقابي وسياسي كندي، ولد في 1919. حزبياً، نشط في الحزب الشيوعي الكندي. وقد انتخب leader of the Communist Party of Ontario ‏.